# ザ・ギグル
ザ・ギグル（原題：The Giggle）は、イギリスのSFドラマ『ドクター・フー』の60周年記念スペシャルエピソード第3話。脚本はラッセル・T・デイヴィス、監督はChanya Button (en) が担当した。本作は14代目ドクター役でデイヴィッド・テナント、ドナ・ノーブル役でキャサリン・テイトがレギュラー出演する最後のエピソードであり、このほかにトイメーカー役でニール・パトリック・ハリスが、15代目ドクター役でチュティ・ガトゥが出演した。トイメーカーの登場は1966年のThe Celestial Toymaker (en) 以来であった。またUNITの司令官ケイト・スチュワート役でジェマ・レッドグレイヴ、メル・ブッシュ役でボニー・ラングフォードが再出演した。
本作は前話「ワイルド・ブルー・ヨンダー」から続き、2023年のロンドンに帰還した14代目ドクターとドナが古い敵トイメーカーに立ち向かう。トイメーカーは自らの笑い声を信号に変換し、人類の精神に干渉を続けていた。本作は視聴者数が約685万人に上り、主にハリスの演技と脚本の面で高い評価を受けた。

## あらすじ
ロンドンに帰還した14代目ドクター（演：デイヴィッド・テナント）とドナ・ノーブル（演：キャサリン・テイト）は全人類が暴力的に変化した異変に気付く。地球外生命体と超常現象に対処する組織であるUNITからの招待を受け、2人はテムズ川沿いに位置するUNIT本部ビルに向かう。UNIT本部ではケイト・スチュワート（演：ジェマ・レッドグレイヴ）が指揮を執り、ドクターのかつてのコンパニオンであったメル・ブッシュ（演：ボニー・ラングフォード）も協働していた。ドクターは人類の暴徒化の原因が信号にあることを悟る。全人類に干渉する信号は遥か昔から仕込まれていたものであり、ジョン・ロジー・ベアードがテレビを発明し遠隔放送に成功した際に使用していたストゥーキー・ビルの映像に笑い声が挿入されていたのである。
1925年にタイムトラベルしたドクターとドナは、かつて初代ドクターと戦った敵トイメーカー（演：ニール・パトリック・ハリス）がベアードの助手にストゥーキー・ビルの人形を売ったことを知る。トイメーカーは通常の物理法則を逸脱した異常空間を生成してドクターとドナを閉じ込め、人類に干渉した経緯を明かす。やがてドクターはトイメーカーと1対1での対決を申し込み、トランプを使ったゲームで対戦する。結果として勝負はトイメーカーの勝利に終わったが、ドクターは初代ドクターとトイメーカーの戦いで自身が勝利したことを指摘し、3本勝負として仕切り直す。1勝1敗となったトイメーカーは2023年で決着をつけると宣言し、ドナとドクター、およびトイメーカーがそれぞれ2023年に帰還する。
2023年に到達したトイメーカーはUNITの兵士を翻弄して力を誇示した後、ガルバニックビームの砲台を占領してドクターを撃ち抜く。これは過去2回の戦いが初代ドクターと14代目ドクターという異なるドクターとの間で行われたものであったことから、第三戦を15代目ドクターと行うことを目的としたものであった。ドクターは次の体への再生（リジェネレーション）を開始するが、あくまでも伝承上の事象と考えられていたバイジェネレーションが発生し、14代目ドクターの体から分裂する形で15代目ドクター（演：チュティ・ガトゥ）が出現する。2人のドクターは人類最古のゲームであるボール遊びでトイメーカーと対戦し、これを撃破して存在を追放する。
事態が収束した後、15代目ドクターは現実世界に残されたトイメーカーの超常的能力の残滓を用い、タイムマシンのターディスを2つに分裂させる。14代目ドクターが13代目ドクター（演：ジョディ・ウィテカー）から再生して10代目ドクターと同一の顔に戻ったのは、彼がその長い生涯と過酷な旅の中で休息を必要としていたためであった。15代目ドクターは1つのターディスを14代目ドクターに譲り、新たに出現したターディスに乗って時空を駆ける旅に出発する。14代目ドクターは地球での定住生活を開始し、ドナの家族やメルと共に安息の日々を得ることになる。

### 連続性
信号を発する大韓民国の人工衛星を撃墜するためにUNITが用いたガルバニックビームは、第4シリーズ「ミッドナイト」で登場したガルバニック放射に由来する。「ミッドナイト」に登場する惑星ミッドナイトは致死的なガルバニック放射が降り注ぐため、対策のなされた屋内から出ると生命が死に至る環境であった。
また、トイメーカーは11代目ドクター（演：マット・スミス）と12代目ドクター（演：ピーター・カパルディ）のコンパニオンであったエイミー・ポンド（演：カレン・ギラン）、クララ・オズワルド（演：ジェナ・コールマン）、ビル・ポッツ（演：パール・マッキー）に言及した。トイメーカーは彼女らがどのように死に至ったかを説明し、ドクターがそれに反論すると「だから良いだろうって！？」と返答した。

## 制作
監督はChanya Button (en) が担当した。60周年スペシャルの撮影は2022年5月に開始され、2022年7月に終了した。
本作ではデイヴィッド・テナントとキャサリン・テイトがそれぞれ14代目ドクター役とドナ・ノーブル役で最後のレギュラー出演を果たし、チュティ・ガトゥが15代目ドクター役で初出演を果たした。ニール・パトリック・ハリスはかつてマイケル・ガフが演じていたトイメーカー役で出演し、テレビシリーズにおけるトイメーカーの登場はThe Celestial Toymaker (1966)以来となった。ドナの祖父ウィルフレッド・モット役はバーナード・クリビンスに代わってクレジットされていない代役が演じ、音声は第4シリーズ「死に覆われた星」で録音されたクリビンスのアーカイブオーディオが使用された。
ケイト・スチュワート役でのジェマ・レッドグレイヴの出演は"The Power of the Doctor" (2022)以来、メル・ブッシュ役でのボニー・ラングフォードの主な出演はDragonfire (1987)以来であった。なお、ラングフォードは"The Power of the Doctor" (2022)でも僅かにカメオ出演している。

## 放送と評価
「ザ・ギグル」は2023年の60周年記念スペシャル3本の第3話かつ最終話として2023年12月9日に放送された。Disney+での国際的配信も同時に行われており、日本では時差の関係で日本時間の2023年12月10日に配信された。
「ザ・ギグル」は一晩の視聴者数が462万人、Appreciation Indexの値が85で、その日において3番目に多く視聴された番組となった。合計値掃射数は685万人で、その週で10番目に多く視聴された番組となった。
本作は肯定的な評価を受けており、ハリスの演技と脚本が賞賛された。インデペンデント紙、ガーディアン紙、デイリー・テレグラフ紙、エンパイア誌での評価は5段階中で4、The iでの評価は5段階中で5であった。一方、デン・オブ・ギークのレビューにおいてクリス・アーロックは登場人物の復帰を賞賛したものの、クラシックシリーズのコンパニオンの登場に関しては"The Power of the Doctor"でのエースやティーガンの方が良かったと評価した。
バイジェネレーションの展開に対するファンの反応は二極化しており、興味深いコンセプトとして称賛する者もいれば、来る第14シリーズでのガトゥの演じる16代目ドクターの役割を損なうと感じた者もいた。WebサイトVoxに寄稿したコンスタンス・グレイディは、バイジェネレーションの捻りが不必要なものであり、また従来の再生の重要な点に反するとした。デン・オブ・ギークの記事でアンドリュー・ブレアはバイジェネレーションが『ドクター・フー』を継続させるための白紙の状態を提供したと評価した。バイジェネレーションのシーンは2024年英国映画テレビ芸術アカデミー賞のmost memorable TV momentにノミネートされたが、その受賞はHappy Valleyに譲ることとなった。